# Carlos Viegas Gago Coutinho
Carlos Viegas Gago Coutinho (Lisboa, 17 de febrer de 1869 – Lisboa, 18 de febrer de 1959), generalment conegut com a Gago Coutinho, va ser un oficial de la marina portuguesa, navegant i historiador nascut al barri de Madragoa, en plena Lisboa.

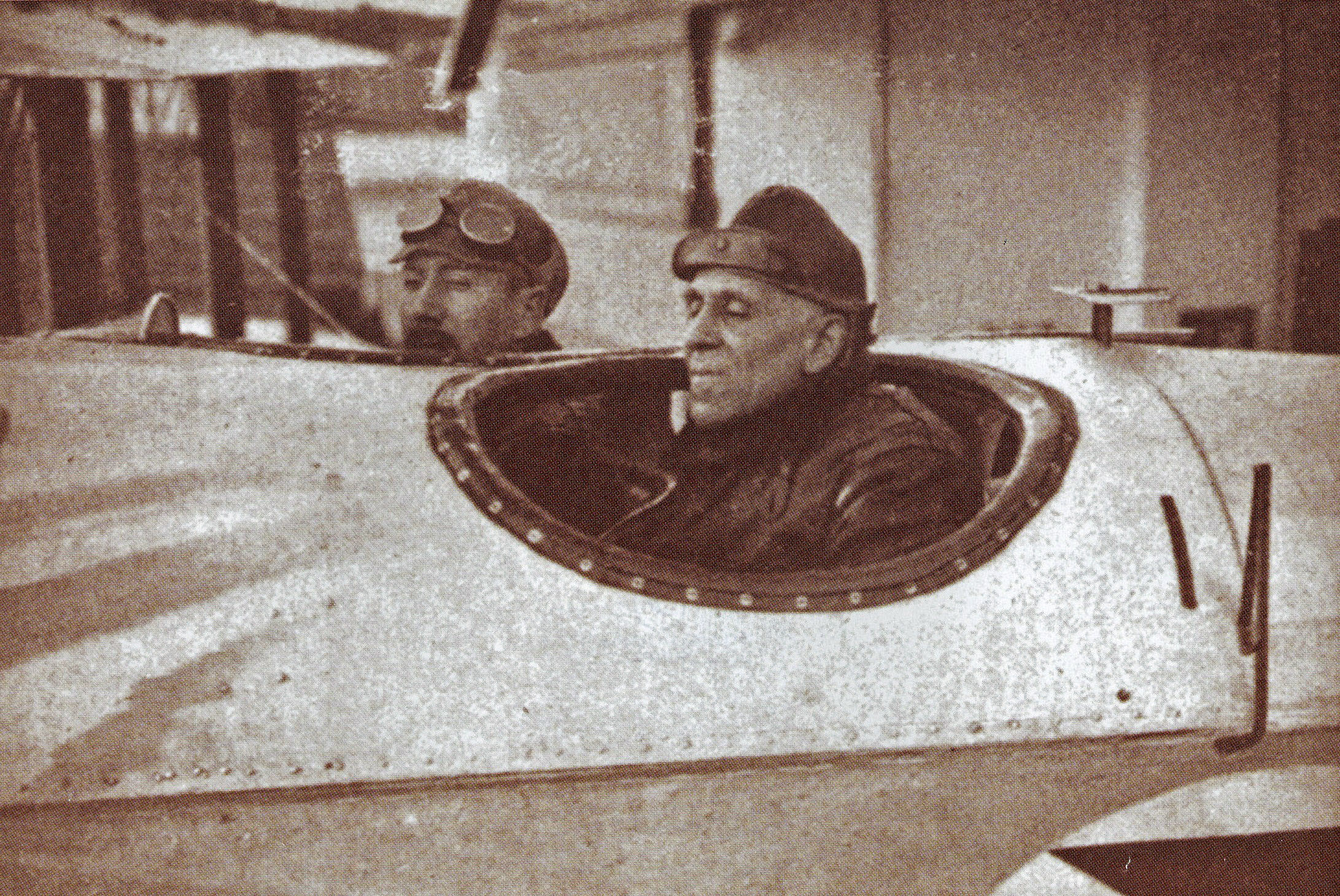
Carlos Viegas Gago Coutinho (en primer pla) junt a Artur de Sacadura Freire Cabral

## Biografia
De família humil, el 1886 va ingressar al servei de la Marina Portuguesa, amb la que va recórrer tot el món. El 1891 fou enviat a Moçambic i el 1912 fou destinat a Timor. Al mateix temps va desenvolupar una gran obra de recerca científica, publicant una gran varietat de treballs geogràfics i històrics, principalment relacionades amb les navegacions portugueses, com per exemple la seva versió de l'obra Os Lusíadas.
A partir de 1898 es va dedicar a establir delimitacions frontereres als territoris ultramarins. En el transcurs d'aquests treballs, va realitzar la seva primera travessia a Àfrica, i anys després, al costat d'Artur de Sacadura Freire Cabral va realitzar el 1921 la travessia aèria entre Lisboa i Funchal (Madeira). El 1922, de nou al costat de Sacadura Cabral, va realitzar la primera travessia aèria de l'Atlàntic sud, utilitzant com a instrument de navegació un sextant al que havia adaptat un horitzó artificial. Aquest invent revolucionà la navegació aèria de l'època.
En els últims anys de la seva vida, es va dedicar a l'estudi dels descobriments i de les navegacions portugueses, escrivint diversos treballs que va acabar compilant en la seva obra Náutica dos Descobrimentos.

Recorregut que realitzaren Gago Coutinho i Sacadura Cabral en la primera travessia aèria de l'Atlàntic sud.

Com a reconeixement a tota la seva obra, va ser nomenat directes honorari de l'Acadèmia Naval Portuguesa el 1926, i distingit amb el títol de pilot aviador. Es va retirar de la vida militar el 1939.
Va pertànyer a l'orde maçònica portuguesa Gran Orient Lusità i fou soci de la Societat de Geografia de Lisboa.
Per decisió de l'Assemblea Nacional i mitjançant decret específic fou promogut a almirall el 1958. Va morir l'endemà de complir 90 anys, fou sepultat al Cementiri da Ajuda de Lisboa.

## Obres
- COUTINHO, Gago. A náutica dos descobrimentos. Os descobrimentos marítimos vistos por um navegador. Colectânea de artigos, conferências e trabalhos inéditos do Almirante Gago Coutinho, Org. e pref. do Comandante Moura Braz, 2 vols., Lisboa, Agência Geral do Ultramar, 1951-1952.
- COUTINHO, Gago. Ainda Gaspar Corte-Real, 35 p., Lisboa, 1950.
- COUTINHO, Gago. Influencia que as primitivas viagens portuguesas a América do Norte tiveram sobre o descobrimento das "Terras de Santa Cruz", 26 p, Lisboa, 1937.
- COUTINHO, Gago. Descobrimento do Brasil: Conferências. Liceu Literário, 1955
- PINTO,Rui Miguel da Costa - Gago Coutinho - O Último Grande Aventureiro Português.Eranus.Lisboa. 2014